# Les Pyramides de Port-Coton, mer sauvage
Les Pyramides de Port-Coton, mer sauvage est une huile sur toile du peintre impressionniste français Claude Monet conservée au musée Pouchkine de Moscou. Elle date de 1886 et mesure 65 × 81 cm.
Cette toile représente les Pyramides de Port-Coton à Belle-Île-en-Mer, en Bretagne, avec un point de vue en hauteur et une portion du ciel mineure au-dessus de la mer, sujet principal.
Le présent tableau est répertorié au Catalogue Raisonné de Monet du Wildenstein Institute, volume III de l'édition de 1996, sous le numéro de référence W 1084.

## Vue du site

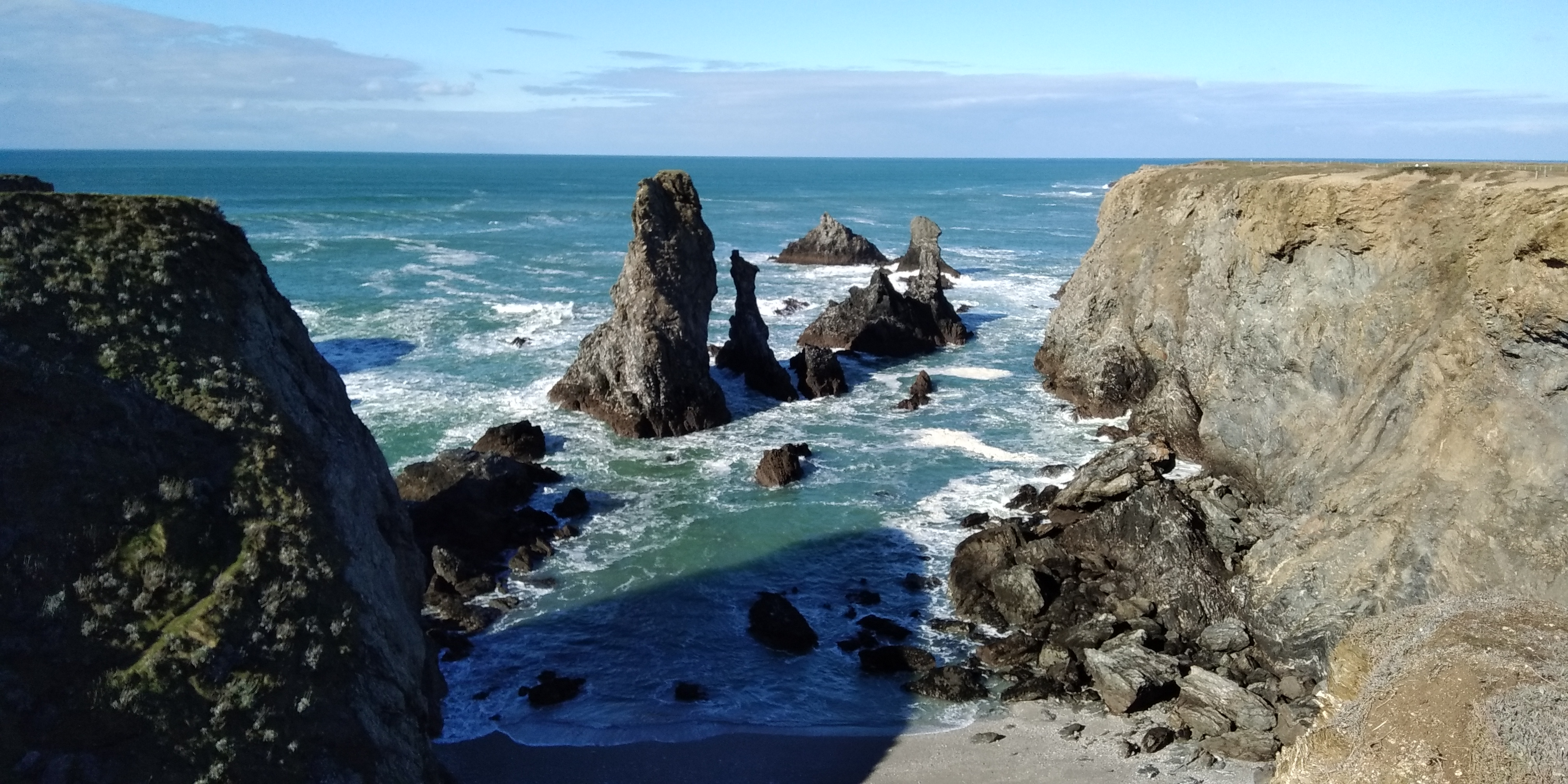
Vue du site.
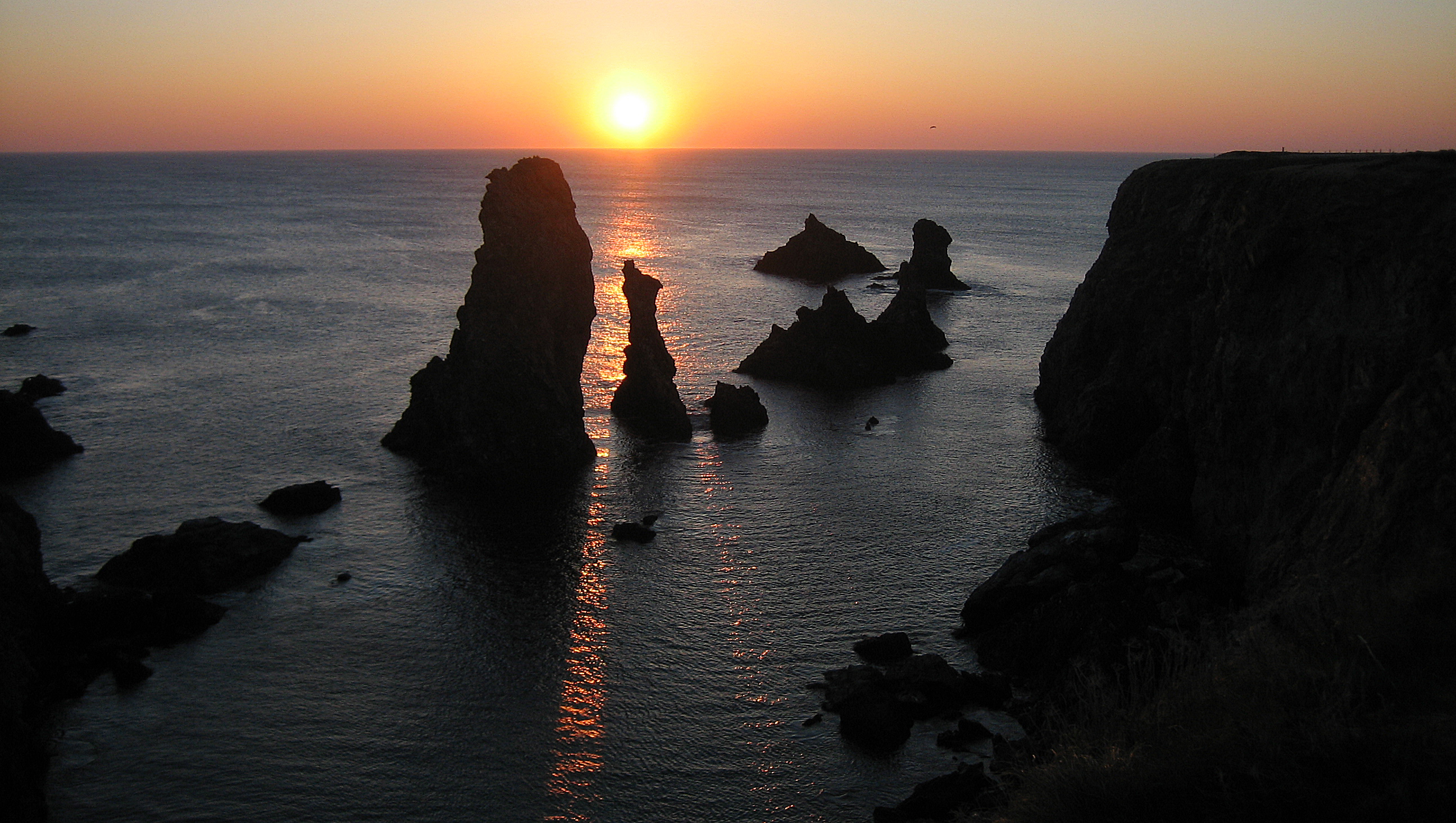
Coucher de soleil sur les Aiguilles de Port-Coton.

## Autres versions
Lors de son séjour  à Belle-Île en 1886, Claude Monet a réalisé cinq autres versions de cette vue:
- n°1085, Pyramides de Port-Coton, 65,5 × 81,5 cm, Musée d'art contemporain de Caracas.
- n°1086, Rochers à Belle-Île, 60 x 73 cm, Ny Carlsberg Glyptotek, Copenhague[5].
- n°1087, Les Pyramides à Port-Coton, temps pluvieux, 65,5 × 65,5 cm, Collection du Dr. Gustav Rau pour UNICEF, Arp Museum Bahnhof Rolandseck, Rolandseck, Remagen[6],[7].
- n°1088, Les Pyramides de Port-Coton, effet de soleil, collection particulière, 64 × 64 cm,
- n°1089, Rochers à Belle-Île, collection particulière, 65 x 81 cm

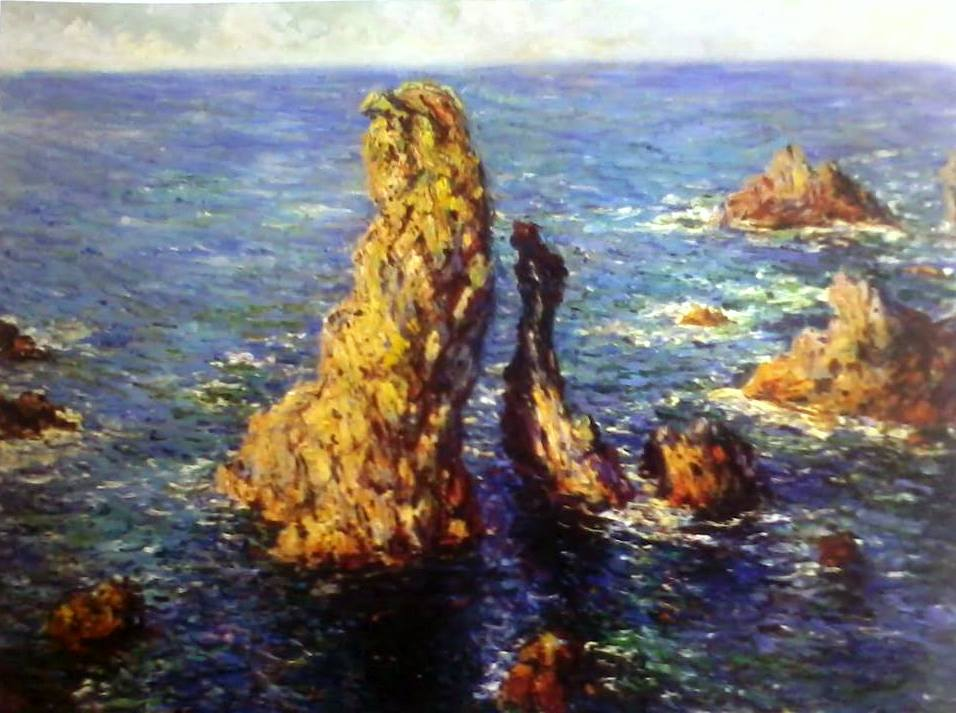
Les Pyramides de Port-Coton (W 1085)
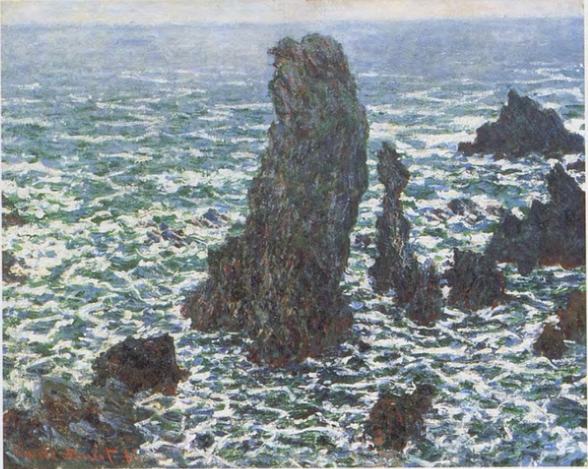
Monet - Wildenstein 1996, W1086
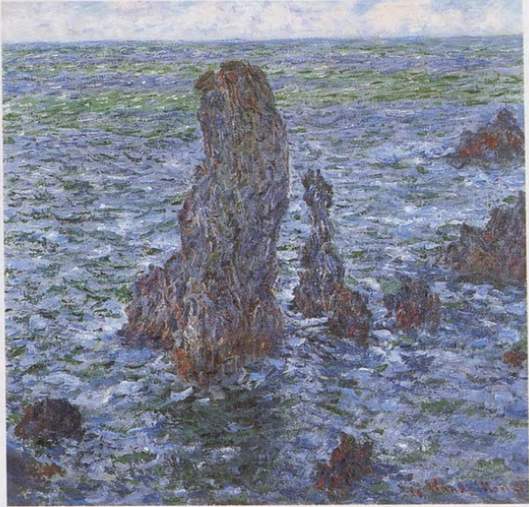
Monet - Wildenstein 1996, W1087
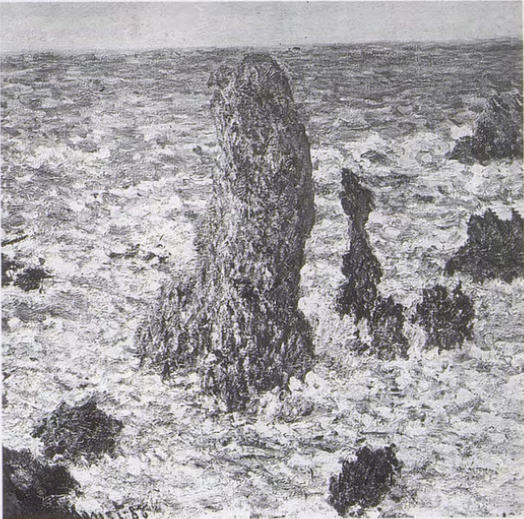
Monet - Wildenstein 1996, W1088
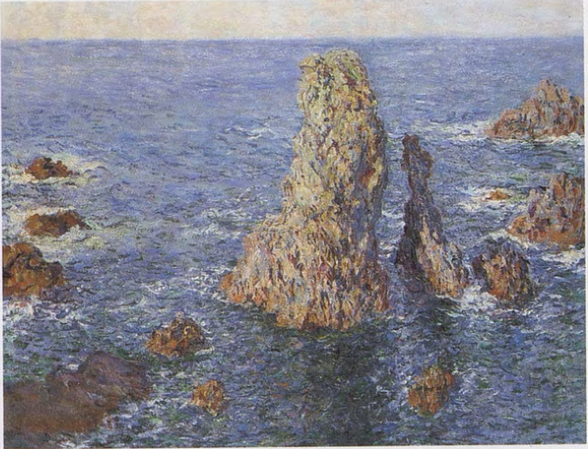
Monet - Wildenstein 1996, W1089